# Elfi Hartenstein
Elfi Hartenstein (Starnberg, 18 de agosto de 1946) es una escritora y traductora alemana. Escribe novelas, cuentos, radiocomedias, obras de no ficción y traduce del inglés.

## Biografía
Estudió filología alemana e historia. Trabajó como profesora en Bremen.  Era colaboradora de una editorial de literatura femenina y coeditora de la revista literaria Schreiben.
Vive en Ratisbona ejerciendo de escritora y traductora autónoma desde 1989. La docencia como profesora de alemán la ha llevado a Rumania, Moldavia, Ucrania, Kazajistán y Kirguistán. En 2022 empezó a trabajar en la escuela August Macke en Karndem.
Hartenstein es miembro de la Asociación de Escritores Alemanes.

## Reconocimientos y becas
- 1981: Beca de Literatura de la ciudad hanseática de Bremen
- 1984: Medalla Littera
- 1991: Beca de traducción del Fondo de Literatura Alemana
- 2004: Beca de Künstlerhof Scheryahn
- Beca de residencia del Tyrone Guthrie Centre en Newbliss, Irlanda.

## Obras
- Wenn auch meine Paläste zerfallen sind (Aunque mis palacios se derrumben), Editorial Frauenliteratur, Bremen 1984, ISBN 3-924588-10-4
- Heimat wider Willen (Hogar contra su voluntad), Asociación Editorial Berg, Lago de Berg 1991, ISBN 3-921655-74-9
- Jüdische Frauen im New Yorker Exil (Mujeres judías en el exilio en Nueva York), Edición Ebersbach, Dortmund 1999, ISBN 3-931782-55-7
- Geschichten mit Herbst (Historias con otoño), Editorial Lichtung, Viechtach 2001, ISBN 3-929517-39-6
- Marieluise Fleißer (Marieluise Fleißer), (junto con Annette Hülsenbeck), Edición Ebersbach, Berlín 2001, ISBN 3-934703-25-9
- Moldawisches Roulette (Ruleta moldava), Editorial Alemana Taschenbuch, Munich 2004, ISBN 3-423-24431-3

## Edición
- Allerlei Frau (Todo tipo de mujeres), Bremen 1980 (junto con Denny Hirschbach)
- Glücklich oder nicht? (¿Feliz o no?), Bremen 1980
- Nicht Reservat, nicht Wildnis (Ni una reserva, ni un desierto), Bremen 1988
- … und nachts Kartoffeln schälen (... y pelar patatas por la noche), Lago Starnberger de Berg 1992
- Deutsche Gedichte über Polen (Poemas alemanes sobre Polonia), Fráncfort del Meno 1994

## Traducciones
- Olga Grushin: Suchanow verkauft seine Seele (Suchanow vende su alma) (título original: The Dream Life of Sukhanov), Claasen, Berlín 2007, ISBN 978-3-546-00411-4.
- Marina Lewycka: Kurze Geschichte des Traktors auf Ukrainisch (Una breve historia de los tractores en ucraniano), (Título original: A Short History of Tractors in Ukrainian), novela. dtv 24557 Premium, Munich 2006, ISBN 978-3-423-24557-9; como obra de teatro radiofónica: de Claudia Kattanek. Con Elisabeth Trissenaar, Lena Stolze, Traugott Buhre; director: Oliver Sturm, de MDR Leipzig (1 CD, 60 minutos), Hörverlag, Munich 2007, ISBN 978-3-86717-077-2; como un libro de audio: una lectura abreviada de Iris Berben, 4 CD (315 minutos), Random House, Colonia 2011, ISBN 978-3-8371-0875-0 (= Brigitte - starke Stimmen (Brigitte - voces fuertes)).
- Ellis Peters: Der Ruf der Nachtigall, (La llamada del ruiseñor), Munich 2005.
- Patricia Wentworth: Der Stoß von der Klippe (El empujón desde el acantilado), Munich 2002.
- Peg Grymes: Die Romantikfalle und wie Frauen sich daraus befreien (La trampa romántica y cómo las mujeres se liberan de ella) (título original: The Romancetrap), Edición Ebersbach, Dortmund 1998 (primera edición alemana), ISBN 3-931782-22-0; en rústica: Fischer-TB 14698 „Die Frau in der Gesellschaft“ ("La mujer en la sociedad"), Fráncfort del Meno 2001, ISBN 3-596-14698-4 .
- Melvyn Kinder: Machen Sie das Beste aus Ihren Stimmungen (Aprovecha al máximo tu estado de ánimo), Munich 1996.
- Carol Shields: Die süße Tyrannei der Liebe (La dulce tiranía del amor), Munich 1993.
- Sana Al-Khayyat: Ehre und Schande (Honor y vergüenza), Munich 1991.